# Lotnisko pozorne

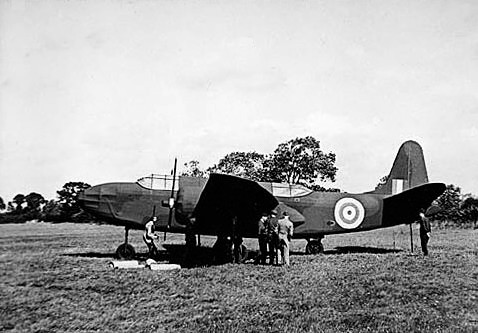
Model samolotu Douglas A-20 Havoc w trakcie operacji Fortitude podczas II wojny światowej (1943)

Lotnisko pozorne – teren ucharakteryzowany na niezamaskowane lotnisko w celu zmylenia przeciwnika. Znajdują się tam makiety hangarów, maszyn lotniczych, samochodów, a nawet ludzi. Obsługa takiego „lotniska” składa się zwykle z zaledwie kilku osób. Taka technika mylenia przeciwnika przez pozorowanie obiektów wojskowych po raz pierwszy została użyta podczas II wojny światowej.